# Болгарское национальное возрождение

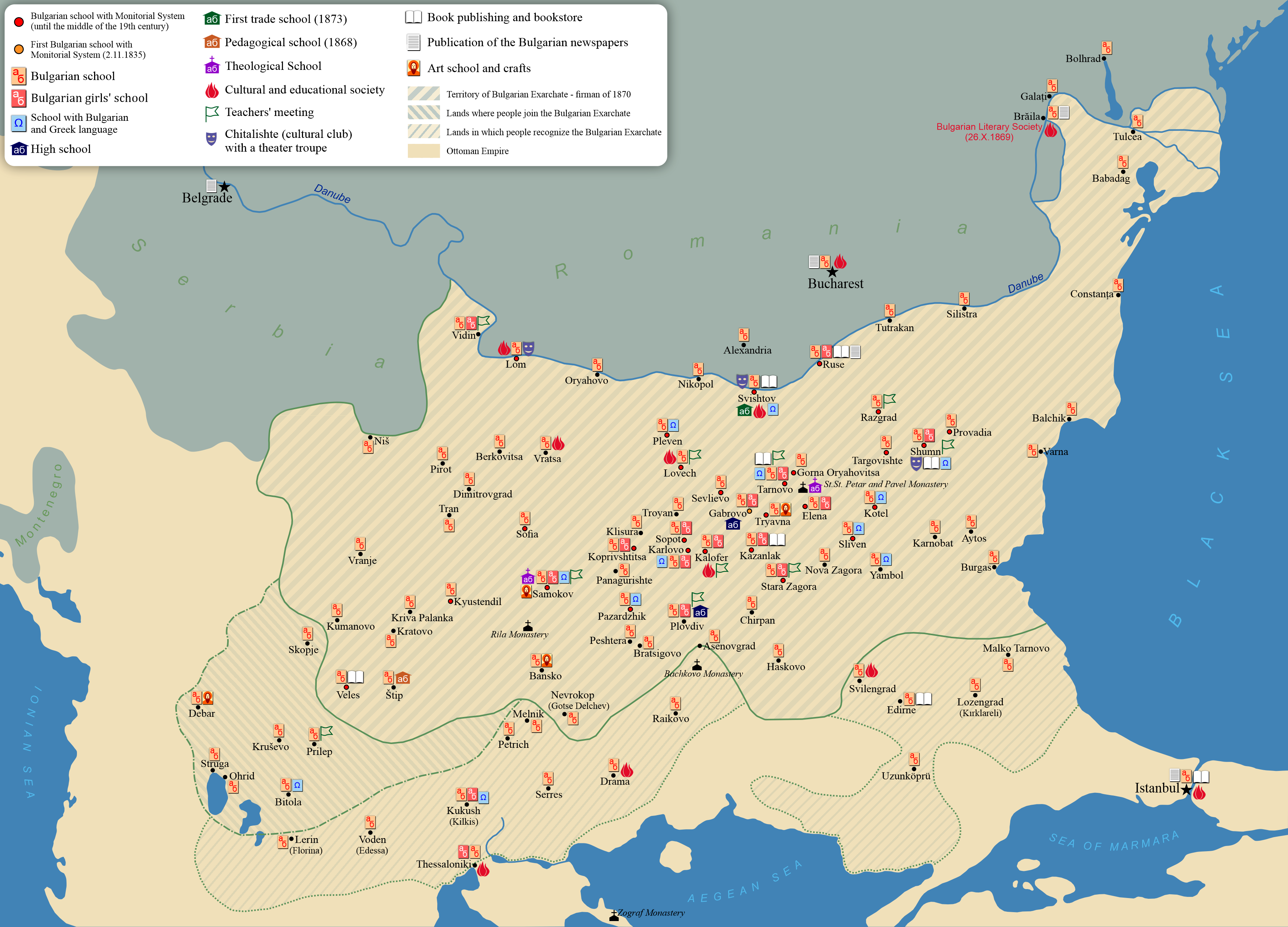
Болгарское национальное возрождение

Болгарское национальное возрождение (болг. Българското национално възраждане) — период болгарской истории (XVIII—XIX вв.), связанный со становлением современной болгарской нации и борьбой за культурную и политическую независимость от Османской империи.

## Общие сведения
Болгарское Возрождение традиционно делится на три периода: ранний, от XVIII до начала XIX века; средний от времени начала османских реформ 1820-х годов до 1850-х годов (Крымской войны) и поздний, от Крымской войны до освобождения Болгарии в 1878 году.
Эпоха характеризовалась подъёмом национализма, повышением интереса к своему историческому прошлому, формированием современного литературного языка. Зарождались новые формы культурной деятельности — светские школы, читалище, любительские театры. Появлялись первые учебные пособия, газеты и журналы на болгарском языке. Первоначально они печатались в Румынии и Австро-Венгрии, а позже и в Османской империй.
Важной частью национального возрождения была борьба за церковно-административную автономию болгарских (по преобладающему населению) епархий, находившихся в юрисдикции Вселенского патриархата.

## Деятели
- Паисий Хилендарский — автор «Славяно-болгарской истории», основоположник Болгарского возрождения.
- Софроний Врачанский — автор «Неделника», первой печатной книги на новоболгарском языке, и автобиографии «Житие и страдания грешного Софрония».
- Петр Берон — автор «Букваря с различными поучениями» («Рыбного букваря»), первого болгарского учебника светского характера.
- Васил Априлов — создатель светской болгарской школы («Априловская гимназия»), основанной на принципах взаимного обучения.
- Неофит Бозвели — борец за независимость болгарской церкви.
- Добри Войников — драматург, один из основателей болгарского театра, первый болгарский режиссёр.
- Неофит Рильский — важную роль в становлении светской школы в Болгарии и метода взаимного обучения.
- Райко Жинзифов — писатель, переводчик и общественный деятель.
- Константин Миладинов — поэт и фольклорист.
- Димитр Миладинов — поэт и фольклорист.
- Любен Каравелов — поэт, писатель и революционер.
- Петко Славейков — поэт, публицист, просветитель, общественный деятель и фольклорист.
- Анфим (Чалыков) — первый по времени (утверждённый Портой) экзарх Болгарского экзархата.
- Тодор Шишков — поэт, драматург, историк.